# Rachel Ignotofsky
Rachel Ignotofsky, född 1989, är en författare och illustratör baserad i Los Angeles, Kalifornien. Förutom att publicerat artiklar i många medier inklusive New York Times har hon hållit ett flertal föreläsningar.
Rachel Ignotofsky växte upp i New Jersey och tog examen från Tyler School of Art and Architecture i Philadelphia, Pennsylvania 2011. Hon flyttade till Kansas City, Missouri och fortsatte frilansarbete som grafisk formgivare.
I början av 2015 arbetade hon med ett kvinnligt forskningsprojekt om vetenskapens historia. Arbetet med detta projekt presenterades på Instagram för att fira Internationella kvinnodagen, och på några dagar spriddes inlägg med mun till mun och antalet tittare ökade från 1 500 till 43 000.
I juli 2016 publicerades hennes projekt i boken "Women in Science: 50 Fearless Pioneers Who Changed the World" och publicerades i "New York Times" och blev en bästsäljare. Inom STEM (vetenskap, teknik, teknik, matematik) fokuserar det på 50 kvinnor som har varit aktiva från antiken till i dag. ing.